# Hans Rudolf Sennhauser
Hans Rudolf Sennhauser (né le 12 avril 1931 à Bad Zurzach) est un archéologue médiéviste suisse et un professeur émérite d’histoire de l’art, spécialisé en archéologie des établissements religieux.

## Biographie
De 1980 à 1985, Sennhauser enseigne l’archéologie et la conservation monumentale à l’École polytechnique fédérale de Zurich au titre de professeur extraordinaire, puis de 1985 à 1996 comme titulaire de la chaire. Il enseigne également l’histoire de l’art médiéval à l’École polytechnique et à l’université de Zurich.
Sennhauser a dirigé de très nombreuses fouilles d’églises et d’établissements conventuels en Suisse. En 1966 et 1973-1974 il est associé aux investigations conduites à la cathédrale de Bâle.
Durant les années 1990, il participe à l’exploration archéologique du couvent bénédictin Saint-Jean à Müstair, ensemble classé au patrimoine mondial de l’UNESCO. Il dirige aussi, entre autres, les fouilles de l’église de l'abbaye de Saint-Gall, de Disentis et de Mistail. Il a publié de nombreux livres et études consacrées aux plus importants édifices religieux en Suisse.
En 2016, des milliers d’objets et de documentations restaient inexploités, et, au lieu de revenir aux cantons maîtres de l’ouvrage, ont passé en 2009 à une fondation créée par Sennhauser. Un désaccord a porté dès lors sur la question : le résultat des fouilles appartient-il au chercheur, ou au canton qui a financé les travaux ? À la suite d’actions juridiques et de décisions des juges, la fondation créée et présidée par Sennhauser a été obligée de restituer au canton de Bâle-Ville la documentation provenant des recherches effectuées sur la cathédrale de Bâle, parce que la demande en avait été faite à plusieurs reprises. En 2014, c’est au tour du canton de Saint-Gall de récupérer trois tonnes de matériel de fouilles de l'abbatiale de Saint-Gall, mais la documentation est restée auprès du chercheur, le tribunal estimant que ces deux éléments ne sont pas nécessairement indissociables. Lucerne attend encore un jugement. Au total, Sennhauser a eu à soutenir 57 conflits juridiques dans 13 cantons,.

## Œuvres
- Publications de H. R. Sennhauser (1954-1996) (liste établie par l’Institut d’histoire de l’art de l’université de Zurich) .

- Bibliographie de H. R. Sennhauser jusqu’en 2019 sur le site de la fondation Sennhauser .